# 中井町立中村小学校
中井町立中村小学校（なかいちょうりつ なかむらしょうがっこう）は、神奈川県足柄上郡中井町半分形にある公立小学校。

## 沿革
- 1873年（明治6年） - 「誠成館」支校として半分形に開校[1]。
- 1877年（明治10年） - 「公立比奈窪学校」に改称[1]。
- 1887年（明治20年） - 「尋常高等比奈窪小学校」に改称[1]。
- 1892年（明治25年） - 「中村立尋常高等中村小学校」に改称[1]。
- 1908年（明治41年） - 「中村村立尋常高等中村小学校」に改称[1]。
- 1923年（大正12年） - 「中井村立中村尋常高等小学校」に改称、関東大震災により校舎の一部を残し全壊する[1]。
- 1941年（昭和16年） - 「中井村中村国民学校」に改称[1]。
- 1947年（昭和22年） - 「中井村立中村小学校」に改称[1]。
- 1958年（昭和33年） - 町制施行により、「中井町立中村小学校」に改称[1]。
- 1973年（昭和48年） - 開校100周年記念式典挙行（2月）[1]。